# Chumblín
Chumblín ist eine Ortschaft und eine Parroquia rural („ländliches Kirchspiel“) im Kanton San Fernando der ecuadorianischen Provinz Azuay. Die Parroquia besitzt eine Fläche von 20,42 km². Die Einwohnerzahl lag im Jahr 2010 bei 749. Die Parroquia wurde am 4. Dezember 1987 gegründet.

## Lage
Die Parroquia Chumblín liegt in den Anden im Süden der Provinz Azuay. Der Ort Chumblín befindet sich auf einer Höhe von 2710 m, 2 km nordnordöstlich des Kantonshauptortes San Fernando. Chumblín liegt an einer Nebenstraße, die von Girón über San Gerardo nach Chumblín und weiter nach San Fernando führt. Das Areal wird von den beiden nach Süden fließenden Flüssen Río Rircay im Westen sowie dessen Nebenfluss Río Zhurucay im Osten begrenzt. An der nördlichen Verwaltungsgrenze erhebt sich der etwa 3900 m hohe Cerro Mira.
Die Parroquia Chumblín grenzt im Osten an die Parroquia San Gerardo (Kanton Girón), im Westen an die Parroquia San Fernando sowie im äußersten Norden an die Parroquia Baños (Kanton Cuenca).

## Wirtschaft
20 Prozent der Fläche sind durch Felsen oder starkes Gefälle gekennzeichnet und für die Landwirtschaft nicht nutzbar. Auf den restlichen fruchtbaren Landflächen werden Mais, Kartoffeln, Garten- und Ackerbohnen angebaut sowie Viehzucht betrieben.